# Psalistops maculosus
Psalistops maculosus är en spindelart som beskrevs av Bryant 1948. Psalistops maculosus ingår i släktet Psalistops och familjen Barychelidae. Inga underarter finns listade i Catalogue of Life.